# خواهر من آیلین (فیلم ۱۹۵۵)
خواهر من آیلین (انگلیسی: My Sister Eileen) فیلمی آمریکایی در سبک موزیکال به کارگردانی ریچارد کواین است که در سال ۱۹۵۵ منتشر شد.

## بازیگران
- جنت لی
- جک لمون
- بتی گرت
- باب فاسی
- دیک یورک
- ریچارد دیکون
- کرت کاشنر